# Hambrug
De Hambrug is een fiets- en voetgangersbrug over het Rijn-Schiekanaal in de stad Delft, in de Nederlandse provincie Zuid-Holland. De Hambrug is gelegen op circa 100 meter ten westen van de Sint Sebastiaansbrug, tussen de Zusterlaan en de Anthracietplaats. Het is een ophaalbrug, gebouwd in 1978, ter vervanging van de Rotterdamse Poortbrug, die nog 100 m westelijker gelegen was en in dat jaar gesloopt werd zodat grotere schepen makkelijk de bocht in de (zuidelijke) Kolk konden nemen.
De Hambrug is onderdeel van een fietsverbinding tussen de TU Delft (in de Wippolder) en het station Delft via de binnenstad.
De doorvaarthoogte in gesloten stand is 1,40 m. De brug wordt op afstand bediend vanuit een "bedieningscentrale" in Leidschendam. Voor het openen van de brug kan de centrale worden aangeroepen via de marifoon op VHF-kanaal 18.